# Liste der Bodendenkmäler in Weiden in der Oberpfalz
Auf dieser Seite sind die Bodendenkmäler in der Oberpfälzer kreisfreien Stadt Weiden in der Oberpfalz zusammengestellt. Diese Tabelle ist eine Teilliste der Liste der Bodendenkmäler in Bayern. Grundlage ist die Bayerische Denkmalliste, die auf Basis des Bayerischen Denkmalschutzgesetzes vom 1. Oktober 1973 erstmals erstellt wurde und seither durch das Bayerische Landesamt für Denkmalpflege geführt wird. Die folgenden Angaben ersetzen nicht die rechtsverbindliche Auskunft der Denkmalschutzbehörde.

## Bodendenkmäler in Weiden in der Oberpfalz
| Lage                                                    | Objekt | Akten-Nr.     | Bild |
| ------------------------------------------------------- | --- | ------------- | ---- |
| Weiden i.d.OPf. Weiden in der Oberpfalz (Standort)      | Der Schwedentisch, eine Wall-Graben-Anlage des Mittelalters oder der frühen Neuzeit. | D-3-6238-0014 |      |
| Mallersricht Weiden in der Oberpfalz (Standort)         | Mittelalterlicher Burgstall. | D-3-6338-0007 |      |
| Neunkirchen b.Weiden Weiden in der Oberpfalz (Standort) | Mittelalterlicher Erdstall. | D-3-6338-0008 |      |
| Weiden i.d.OPf. Weiden in der Oberpfalz (Standort)      | Mittelalterlicher Burgstall. | D-3-6338-0010 |      |
| Rothenstadt Weiden in der Oberpfalz (Standort)          | Verebneter mittelalterlicher Burgstall. | D-3-6338-0011 |      |
| Weiden i.d.OPf. Weiden in der Oberpfalz (Standort)      | Mittelalterlicher Burgstall Keckenburg. | D-3-6338-0012 |      |
| Rothenstadt Weiden in der Oberpfalz (Standort)          | Mittelalterliche Wüstung. | D-3-6338-0013 |      |
| Weiden i.d.OPf. Weiden in der Oberpfalz (Standort)      | Mittelalterliche Wüstung Leufersbruck. | D-3-6338-0024 |      |
| Rothenstadt Weiden in der Oberpfalz (Standort)          | Mesolithische Freilandstation, Siedlung der Späthallstatt-/Frühlatènezeit. | D-3-6338-0025 |      |
| Rothenstadt Weiden in der Oberpfalz (Standort)          | Siedlung der Späthallstatt-/Frühlatènezeit. | D-3-6338-0026 |      |
| Rothenstadt Weiden in der Oberpfalz (Standort)          | Mittelalterliche Wüstung. | D-3-6338-0030 |      |
| Weiden i.d.OPf. Weiden in der Oberpfalz (Standort)      | Archäologische Befunde des Mittelalters und der frühen Neuzeit im Bereich der Evang.- Luth. Pfarrkirche St. Michael in Weiden i.d.Opf., darunter die Spuren von Vorgängerbauten bzw. älteren Bauphasen.                                   | D-3-6338-0032 |      |
| Weiden i.d.OPf. Weiden in der Oberpfalz (Standort)      | Siedlung der Späthallstatt-/Frühlatènezeit. | D-3-6338-0033 |      |
| Weiden i.d.OPf. Weiden in der Oberpfalz (Standort)      | Archäologische Befunde des Mittelalters und der frühen Neuzeit im historischen Stadtkern von Weiden i.d. OPf. | D-3-6338-0047 |      |
| Weiden i.d.OPf. Weiden in der Oberpfalz (Standort)      | Archäologische Befunde im Bereich der mittelalterlichen Stadtbefestigung von Weiden i.d.Opf. mit Mauer, Graben, Toren und Türmen. | D-3-6338-0048 |      |
| Weiden i.d.OPf. Weiden in der Oberpfalz (Standort)      | Untertägige Befunde der frühneuzeitlichen Vorstadtbefestigung von Weiden i.d. Opf. mit Mauer, Graben, Toren und Türmen. | D-3-6338-0049 |      |
| Weiden i.d.OPf. Weiden in der Oberpfalz (Standort)      | Archäologische Befunde des Mittelalters und der frühen Neuzeit im Bereich der abgebrochenen Kirche Hl. Geist mit aufgelassenem Friedhof.                                                                                                  | D-3-6338-0050 |      |
| Rothenstadt Weiden in der Oberpfalz (Standort)          | Archäologische Befunde des Mittelalters und der frühen Neuzeit im Bereich der Evang.- Luth. Pfarrkirche St. Bartholomäus in Rothenstadt, darunter die Spuren von Vorgängerbauten bzw. älteren Bauphasen.                                  | D-3-6338-0058 |      |
| Rothenstadt Weiden in der Oberpfalz (Standort)          | Untertägige Befunde im Bereich des ehem. Hofmarkschlosses von Rothenstadt. | D-3-6338-0059 |      |
| Neunkirchen b.Weiden Weiden in der Oberpfalz (Standort) | Archäologische Befunde des Mittelalters und der frühen Neuzeit im Bereich der Evang.- Luth. Pfarrkirche St. Dionysius in Neunkirchen b. Weiden, darunter die Spuren von Vorgängerbauten bzw. älteren Bauphasen, mit zugehörigem Friedhof. | D-3-6338-0063 |      |
| Muglhof Weiden in der Oberpfalz (Standort)              | Verebneter mittelalterlicher Turmhügel. | D-3-6339-0004 |      |
| Weiden i.d.OPf. Weiden in der Oberpfalz (Standort)      | Mittelalterlicher Burgstall. | D-3-6339-0005 |      |
| Weiden i.d.OPf. Weiden in der Oberpfalz (Standort)      | Spätpaläolithische und mesolithische Freilandstation, Siedlung der Frühlatènezeit. | D-3-6339-0006 |      |
| Weiden i.d.OPf. Weiden in der Oberpfalz (Standort)      | Hohlwegebündel und -fächer eines historischen Altstraßensystems (Goldene Straße). | D-3-6339-0013 |      |
| Muglhof Weiden in der Oberpfalz (Standort)              | Untertägige Befunde des abgebrochenen frühneuzeitlichen Schlosses und Landsassengutes Muglhof. | D-3-6339-0042 |      |
| Weiden i.d.OPf. Weiden in der Oberpfalz (Standort)      | Archäologische Befunde der abgegangenen spätmittelalterlichen und frühneuzeitlichen Kirche Zur Heiligen Staude bei Weiden i.d. OPf. | D-3-6339-0043 |      |
| Weiden i.d.OPf. Weiden in der Oberpfalz (Standort)      | Archäologische Befunde des abgegangenen mittelalterlichen und frühneuzeitlichen Spitals und der zugehörigen Spitalkirche in Weiden i.d. Opf.                                                                                              | D-3-6339-0069 |      |
| Weiden i.d.OPf. Weiden in der Oberpfalz (Standort)      | Archäologische Befunde im Bereich der Kath. Kirche St. Sebastian in Weiden i.d. Opf. in der Oberpfalz, darunter die Spuren von Vorgängerbauten bzw. älteren Bauphasen.                                                                    | D-3-6339-0070 |      |